# Patnagarh
Patnagarh ist eine Stadt im indischen Bundesstaat Odisha. 
Sie ist Hauptort in der gleichnamigen Sub-Division und im gleichnamigen Tehsil im Distrikt Balangir. In Patnagarh lebten 2011 21.024 Einwohner. Patnagarh hat den Status eines Notified Area Councils.
In der Mitte des 14. Jahrhunderts gründete Ramai Deva die Chauhan-Herrschaft in Westorissa und machte Patnagarh zur Hauptstadt des Königreichs Patna.

## Historische Gebäude
- Kosaleswara-Tempel aus dem 9. Jahrhundert[2]
- Someswar Siva-Tempel aus dem 12. Jahrhundert (dem König Someswar II. zugeschrieben[3])
- Patmeswari-Tempel, aus der Mitte des 14. Jahrhunderts (Ramai Deva zugeschrieben[3])